# 方庙站
方庙站位于中华人民共和国安徽省合肥市瑶海区北二环路与当涂路交叉口地下，是合肥轨道交通3号线与4号线的地铁换乘站，工程站名北二环站。

## 车站结构
方庙站位于北二环路与当涂北路交叉口，3号线与4号线“T”型换乘，3号线车站为地下二层双柱三跨岛式站台，4号线车站为地下三层双柱三跨岛式站台，3、4号线站台同期施工。
楼层分布
| B1 | 站厅                                 | 出入口、票务服务、自动售票机、人工服务台 |  |
| B2 |                                      | █ 3号线列车往馆驿方向 （竹丝滩）         |  |
| B2 | 岛式站台，开左侧门                   |                                          |  |
| B2 | █ 3号线列车往相城路方向 （窦桥湾）   |                                          |  |
| B3 |                                      | █ 4号线列车往青龙岗方向 （站塘）         |  |
| B3 | 岛式站台，开左侧门                   |                                          |  |
| B3 | █ 4号线列车往综保区方向 （新海公园） |                                          |  |